# Nie wierzcie bliźniaczkom 2
Nie wierzcie bliźniaczkom 2 (pierw. Rodzice, miejcie się na baczności II) – amerykański film komediowy z 1986 roku na podstawie powieści Das doppelte Lottchen Ericha Kästnera.

## Fabuła
Dwie najlepsze przyjaciółki - Nikki i Mary - bez względu na wszystko chcą doprowadzić do ślubu swoich samotnych rodziców - mamę Nikki, Sharon oraz tatę Mary, Billa. Nie jest to jednak takie proste, jakim mogłoby się wydawać. Dziewczynki będą potrzebować pomocy...

## Obsada aktorska[1]
- Carrie Kei Heim - Nikki Ferris
- Antonio Fabrizio - Bruce
- Daniel Brun - Steve
- Alex Harvey - Brian Corey
- Hayley Mills - Sharon Ferris / Susan Corey
- Tom Skerritt - Bill Grand
- Bridgette Andersen - Mary Grand